# Tantallognathus woodi
Il tantallognato (Tantallognathus woodi) è un tetrapode estinto di incerta collocazione sistematica. Visse nel Carbonifero inferiore (Tournaisiano/Viséano, circa 348 - 340 milioni di anni fa) e i suoi resti fossili sono stati ritrovati nel Regno Unito.

## Descrizione
Questo animale è noto solo per una mandibola destra parziale, ed è quindi impossibile ricostruirne l'aspetto complessivo. La mandibola era di grosse dimensioni (rispetto alla maggior parte dei tetrapodi del periodo) e particolarmente robusta. Si suppone che la mandibola completa fosse lunga circa 25 centimetri; dal raffronto con animali meglio conosciuti e forse simili (come Crassigyrinus o Greererpeton) è possibile ipotizzare una lunghezza di circa 1,5 - 1,8 metri per Tantallognathus. La mandibola possedeva un insieme di caratteristiche che permettono di distinguere Tantallognathus da altri tetrapodi coevi: una lamina mesiale ben sviluppata dell'angolare fortemente ornamentato, un solco aperto per la linea laterale mandibolare, una stretta esposizione meckeliana non ossificata, una fila di denticoli ben definiti sul prearticolare e una fossa per l'adduttore aperta mesialmente. 

## Classificazione
Tantallognathus woodi venne descritto per la prima volta nel 2018, sulla base di una mandibola fossile ritrovata nella zona di Gin Head in Scozia in terreni risalenti alla fine del Tournaisiano o all'inizio del Viseano. Analisi filogenetiche indicano che Tantallognathus era un tetrapode arcaico, probabilmente affine a Crassigyrinus e ai bafetoidi, e posto con questi taxa alla base del gruppo comprendente i tetrapodi più derivati, in una posizione sopra Whatcheeria, Pederpes, Ossinodus, Sigournea e Greererpeton. 
La scoperta di Tantallognathus è importante perché i suoi fossili risalgono a un'epoca particolarmente avara di fossili di tetrapodi, il cosiddetto "Romer's Gap", della durata di circa 20 milioni di anni. Questo periodo è cruciale per comprendere la differenziazione morfologica e adattativa dei tetrapodi, che passarono dall'essere animali ancora legati all'ambiente acquatico ad animali compiutamente terrestri.